# Evangelisches Konsistorium (Berlin)
Das Evangelische Konsistorium in Berlin ist die Oberste Verwaltungsbehörde der Evangelischen Kirche Berlin-Brandenburg-schlesische Oberlausitz (EKBO). Es hat seinen Sitz im Evangelischen Zentrum in der Georgenkirchstraße 69 in Friedrichshain. Bis zum Jahr 2000 war es in einem Verwaltungsgebäude im Berliner Ortsteil Hansaviertel, Bachstraße 1, Ecke Altonaer Straße, untergebracht.

## Geschichte

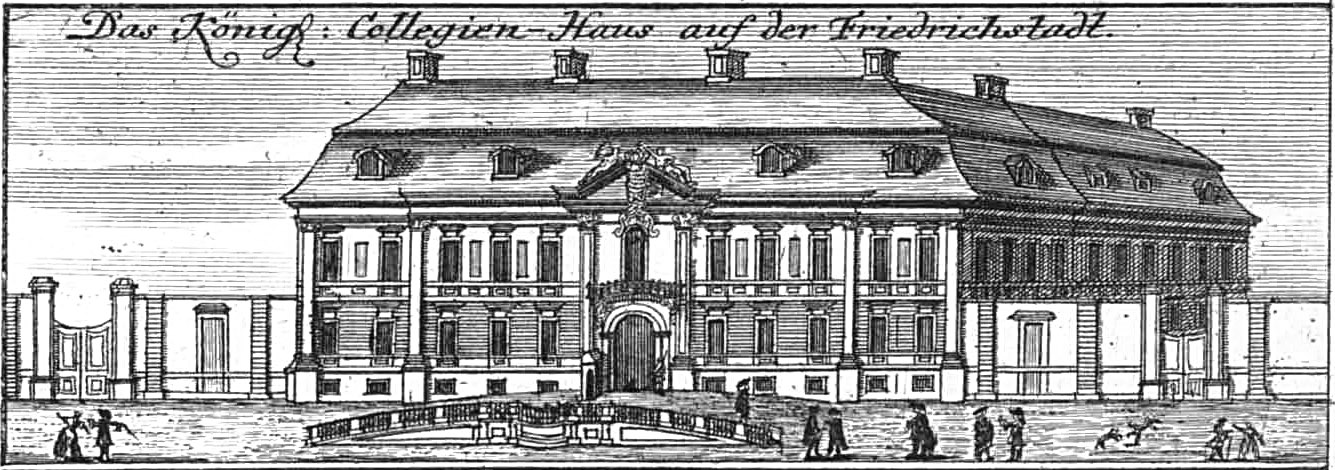
Das Collegienhaus in der Lindenstraße, 1757.

Als Nachfolgeorganisation der katholischen bischöflichen Gerichte wirkte das Konsistorium als Gerichtsinstanz für Ehesachen und übernahm im Zuge des landesherrlichen Kirchenregiments zusätzlich die Verwaltung von Schulen und kirchlichen Gebäuden sowie die Berufung und Versorgung der Geistlichen. Als erste lutherische Kirchenbehörde in Berlin nahm 1543 das Kurmärkische Konsistorium seinen Dienst auf. In den Jahren 1735 bis 1826 bildete das Märkische Konsistorium eines der Kollegialorgane im Collegienhaus in der Lindenstraße 15 (jetzt neu nummeriert 14), denen dieses seine Bezeichnung verdankt, das bekanntere war das Kammergericht. Von 1750 bis 1808 unterstand das Konsistorium dem Lutherischen Oberkonsistorium Preußen.

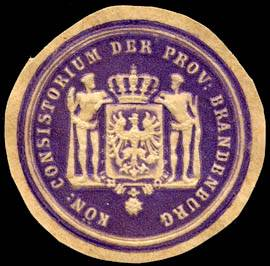
Siegelmarke des Konsistoriums der Provinz Brandenburg

Nach dessen Auflösung 1808 und Übernahme der Kirchensachen durch die neue Kultusabteilung im Preußischen Innenministerium ging 1817 die Zuständigkeit auf das neu gegründete Ministerium der geistlichen, Unterrichts- und Medizinalangelegenheiten (Kultusministerium) über. Zuständig für die Kirchenprovinz Brandenburg der seit 1817 unierten Evangelischen Kirche in den Königlich-Preußischen Landen wurde die Behörde nunmehr Königliches Konsistorium Brandenburg zu Berlin genannt. Als Konsistorialpräsident amtierte, wie in den anderen preußischen Provinzen, zunächst immer der jeweilige Oberpräsident, denn die Konsistorien waren für Kirchen- und Schulsachen zuständig. Nach Übergang der Schulangelegenheiten an die neu gebildeten Provinzialschulkollegien ab 1845 wurden eigene Konsistorialpräsidenten berufen.
Von 1850 bis zur Verselbständigung der berlin-brandenburgischen Kirchenprovinz zu einer Landeskirche 1948 unterstand das Konsistorium wie diejenigen in den anderen altpreußischen Kirchenprovinzen dem Evangelischen Oberkirchenrat (EOK), dem neuen zentralen Exekutivorgan der altpreußischen Landeskirche. Das Konsistorium saß von 1826 bis 1881 in der Kleinen Jägerstraße 1 in Friedrichswerder. Als die Stadt Berlin zum 1. April 1881 mit einem Sonderstatus aus der politischen Provinz Brandenburg ausgegliedert wurde, blieb die Kirchenprovinz ungeteilt. 1881 zog das Konsistorium in die Schützenstraße 26 in der Friedrichsstadt.
Als das Kammergericht 1913 in sein neues, heute wieder genutztes Domizil verzog, kehrte das Konsistorium wieder in das Collegienhaus zurück, diesmal als alleiniger Nutzer. Nach Fortfall des landesherrlichen Kirchenregiments wurde das Konsistorium eine rein kirchliche Einrichtung und führte fortan die Bezeichnung Evangelisches Konsistorium Brandenburg; der Name wurde nach 1933 in Evangelisches Konsistorium der Mark Brandenburg geändert. Nach schweren Bombenschäden im Frühjahr 1944 wurden einige Dienststellen des Konsistoriums in die Dreifaltigkeitskirch-Gemeindehäuser in der Taubenstraße 3, nach Forst in der Lausitz/Baršć und nach Potsdam verlegt. Am 3. Februar 1945 brannte das Collegienhaus völlig aus.
Ab April 1945 übernahm Otto Dibelius als Bischof die Leitung der Kirchenprovinz Brandenburg. Dibelius, selbst kein Mitglied, beanspruchte die Führung im Konsistorium, das durch Todesfälle, Amtsenthebungen, Vakanzen und Rücktritte – letztere drei entstanden durch die Querelen und Lähmung der kirchlichen Gremien im Kirchenkampf – personell stark reduziert war. In seiner Oktoberausgabe von 1945 meldete das Kirchliche Amtsblatt der Kirchenprovinz Berlin-Brandenburg, dass seit Mai 1945 Konsistorialpräsident Johannes Heinrich wunschgemäß in den Wartestand getreten war, Konsistorialrat Paul Fahland in den Ruhestand verabschiedet und Konsistorialrat Hans Nordmann als Pfarrer an die Kirche zum Heilsbronnen versetzt worden war. Die geistlichen Konsistorialmitglieder Walter Herrmann, Fritz Loerzer, Siegfried Nobiling und Karl Themel, allesamt Anhänger der Deutschen Christen, wurden entlassen. Dibelius besetzte die freien Posten mit Vertretern der altpreußischen Bekennenden Kirche. Das Kirchliche Amtsblatt meldete in seiner Märzausgabe 1946 Erich Andler (Buckow), Hans Böhm, Propst an St. Petri, Günter Jacob und Kurt Scharf als neue Mitglieder des Evangelischen Konsistoriums der Mark Brandenburg. Im Frühjahr 1947 zog das Konsistorium als Mitnutzer mietfrei in das fast unbeschädigte Gebäude des altpreußischen EOK in der Jebensstraße 3 Charlottenburg. Nach der Teilung der Stadt im Jahr 1948 lag es damit in West-Berlin. Im Gebiet der 1948 zur Landeskirche unter dem Namen Evangelische Kirche in Berlin-Brandenburg verselbständigten Kirchenprovinz war das Konsistorium bis 1967 das einzige und so fiel der Namenszusatz weg.
Zur Zeit der Errichtung der Berliner Mauer lebten 12 der 19 Konsistorialmitglieder als Grenzgänger in Ost-Berlin oder der DDR. Das Konsistorium, nunmehr unter Vorsitz von Oberkonsistorialrat Werner Hagemeyer, trat im Osten zusammen und ermächtigte mit seiner beschlussfähigen Mehrheit durch Ausnahmeregelung die sieben in West-Berlin lebenden Konsistorialmitglieder, darunter Konsistorialpräsident Hansjürg Ranke, für West-Berlin die Geschäfte des Konsistoriums am Sitz in der Jebensstraße wahrzunehmen. Das Konsistorium der Region Ost befand sich in der Neuen Grünstraße.
Nach der administrativen Spaltung der Evangelischen Kirche in Berlin-Brandenburg ab 1967 in zwei getrennte Regionen (West und Ost) und der Vereinbarung einer Miete ab 1969 für die Räume in der Jebensstraße entstand für die Region West der Landeskirche der Bau in der Bachstraße 1, der im Februar 1972 das Konsistorium der Region West aufnahm. Nur die geistliche Leitung beider Regionen blieb mit dem 1966 auf Lebenszeit gewählten gemeinsamen Bischof noch in der Person des Ost-Berliners Kurt Scharf gebündelt, dem die DDR seit einer nach dem Mauerbau genehmigten Dienstreise in den Westen Ende September 1961 allerdings die Wiedereinreise verwehrte.

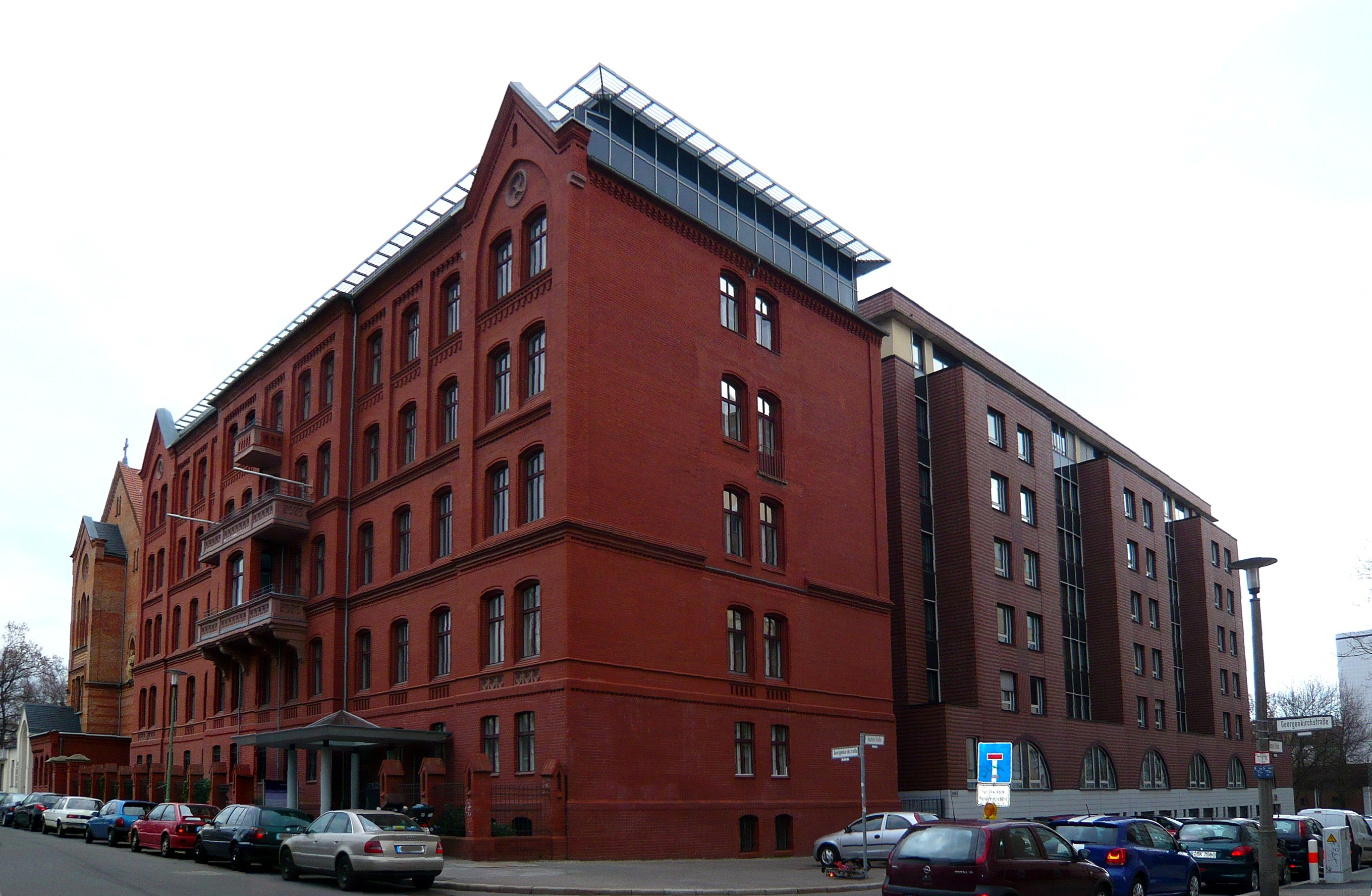
Evangelisches Zentrum in der Georgenkirchstraße 69, Friedrichshain

Im Jahre 2000 zog das 1991 wieder vereinte Konsistorium in den Bau des Evangelischen Zentrums in der Georgenkirchstraße 69, Friedrichshain.

## Heutige Funktion und Aufgabengebiete
Neben der Kirchenleitung der EKBO, die aus von der Landessynode gewählten Personen besteht, zu denen Funktionsträger der Landeskirche gehören (Bischof, Präses der Landessynode, Generalsuperintendenten der Sprengel, Konsistorialpräsident und Propst), gibt es das Konsistorium als oberste Verwaltungsbehörde der Landeskirche, in dem festangestellte Kirchenbeamte arbeiten. Seine Mitglieder bereiten Beschlüsse der Kirchenleitung vor, führen die laufenden Geschäfte der Landeskirche, sind für die Rechtsaufsicht über Kirchengemeinden und Kirchenkreise und die Dienstaufsicht über die Pfarrer, Superintendenten und die Kirchenbeamten zuständig.
Das Konsistorium unterstützt alle kirchlichen Bereiche bei der Erfüllung ihrer Aufgaben. Das Konsistorium ist kollegial verfasst. Dem Kollegium gehören der Präsident, der Propst und die Leiter der Abteilungen an (juristische und geistliche Oberkonsistorialräte). Das Konsistorium ist in Abteilungen und Referate gegliedert. Leiter des Konsistoriums ist der Konsistorialpräsident, meist ein Jurist. Die theologische Leitung (Abteilung 2) obliegt dem Propst.
- Abteilung 1: Der Präsident: Leitung des Konsistoriums, Angelegenheiten der Landessynode und der Kirchenleitung, Staatskirchenrecht u. a.
- Abteilung 2: Theologie und kirchliches Leben
- Abteilung 3: Personalia, Sonderseelsorge
- Abteilung 4: Theologische Aus-, Fort- und Weiterbildung und Theologisches Prüfungsamt
- Abteilung 5: Bildung, Schulen und Religionsunterricht
- Abteilung 6: Finanzen, Vermögen, Steuern u. a.
- Abteilung 7: Dienst- und Arbeitsrecht, staatliches Recht, Archivwesen u. a.

## Entstehung und Konzeption des Baus in der Bachstraße

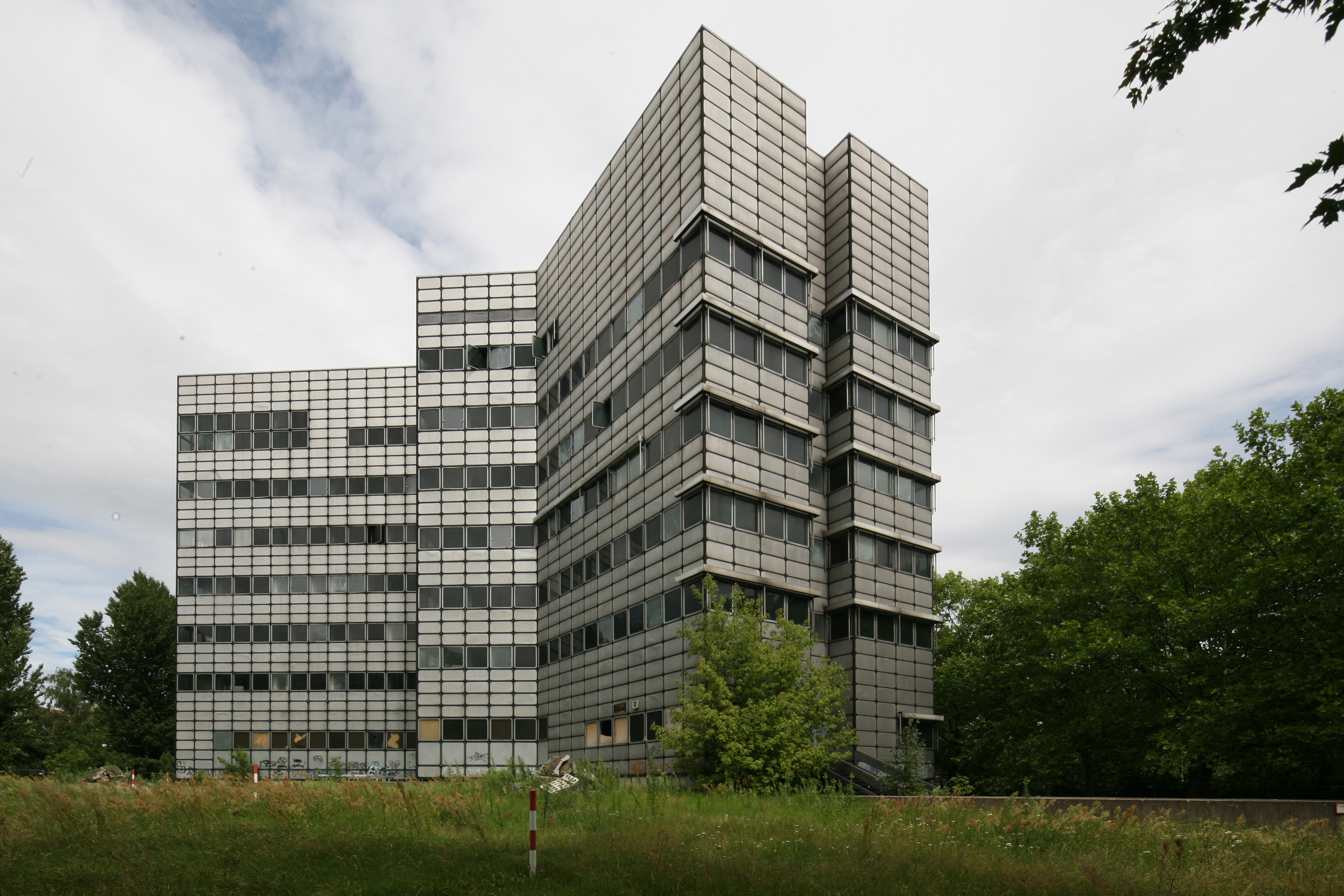
Ehem. Konsistorium (West), Bachstraße, Hansaviertel

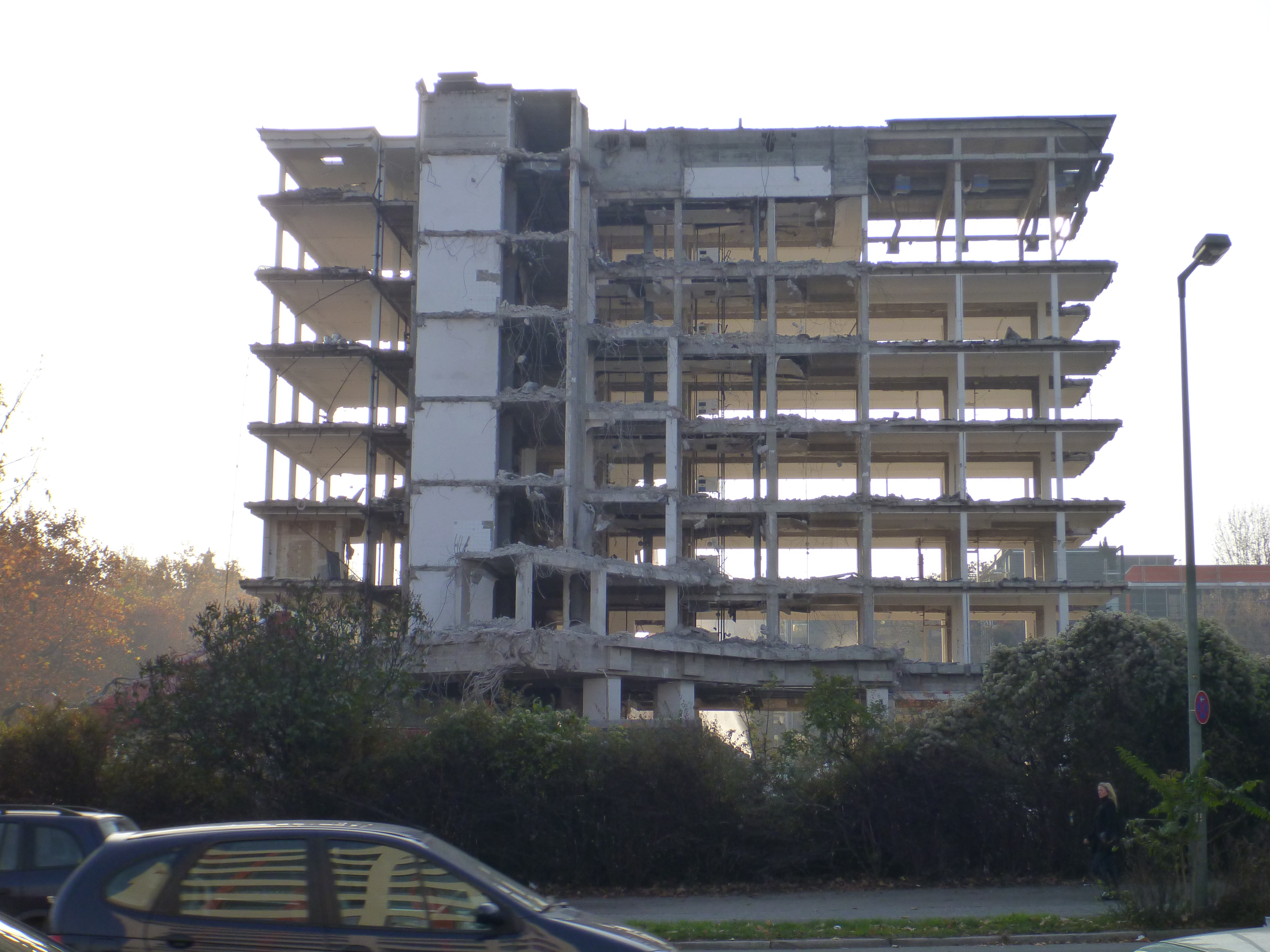
Abriss des Gebäudes, 2011

Das Gebäude für das Evangelische Konsistorium im Hansaviertel wurde von den Architekten Georg Heinrichs und Hans Christian Müller entworfen und zwischen 1968 und 1971 errichtet. Das Hochhaus besaß eine Aluminiumfassade und einen vieleckigen Grundriss, ähnlich der Form eines „Y“.
Seit dem Auszug der evangelischen Kirche stand das Gebäude leer. Der im November 2011 begonnene Abriss des Gebäudes war umstritten. Hierbei spielte nicht nur die hohe gestalterische Qualität des Gebäudes eine Rolle, sondern auch die Tatsache, dass es sich sehr gut in die Gesamtkonzeption des Hansaviertels einfügte. Damit steht es konzeptionell im totalen Gegensatz zu den dort nun befindlichen Neubauten im Sinne des Planwerks Innenstadt.

## Präsidenten und Pröpste
Konsistorialpräsidenten
- 1702–1709: Daniel Ludolf von Danckelmann
- 1709–1815: ?
- 1815–1824: Georg Christian von Heydebreck (als Oberpräsident)
- 1825–1840: Magnus Friedrich von Bassewitz (als Oberpräsident)
- 1840–1847: August Werner von Meding (als Oberpräsident[11])
- 1847–1862: Carl Otto Graf von Voss
- 1862–1865: Ludwig Emil Mathis
- 1865–1891: Immanuel Hegel
- 1891–1904: Albrecht Christian Schmidt
- 1904–1925: Hermann Steinhausen
- 1925–1933: August Gensen
- 1934–1936: Paul Walzer
- 1936–1937: Georg Rapmund
- 1937–1938: Ewald Siebert, kommissarisch
- 1938–1945: Johannes Heinrich
- 1945–1960: Hans Ludwig von Arnim[12]
- 1960–1971: Hansjürg Ranke (1904–1987; ab 1967 für das Konsistorium der Region West)

Konsistorium Region West 1967–1991
- 1960–1971: Hansjürg Ranke (bis 1967 für das ungetrennte Konsistorium)
- 1971–1983?: Georg Flor[13]
- 1983?–1994: Horstdieter Wildner (ab 1991 für das wiedervereinte Konsistorium)

Konsistorium Region Ost 1967–1991
- 1970–1980: Willi Kupas (1915–1983)
- 1982–1990: Manfred Stolpe

ab 1991
- 198?–1994: Horstdieter Wildner (bis 1991 für das Konsistorium der Region West)
- 1994–2005: Uwe Runge
- 2005–2015: Ulrich Seelemann
- 2015–2023: Jörg Antoine
- seit 2023: Viola Vogel

Pröpste/Pröpstinnen im Konsistorium
- 1945–1959: Hans Böhm (1899–1962), geistlicher Leiter der Abteilung Berlin
- 1946–1961: Kurt Scharf, geistlicher Leiter der Abteilung Brandenburg
- 1960–1969: Martin Schutzka (1908–1978), Abteilung Berlin, 1959–60 kommissarisch, ab 1961 nur für die Westsektoren

Region West 1967–1991
- 1960–1969: Martin Schutzka, bis 1961 für ganz Berlin
- 1970–1980: Wilhelm Dittmann (1915–1988)
- 1980–1990: Uwe Hollm[14]
- 1990–1991: Karl-Heinrich Lütcke, kommissarisch

Region Ost 1967–1991
- 1961–1963: Erich Andler (kommissarisch)
- 1963–1973: Siegfried Ringhandt (von 1963 bis 1966 kommissarisch)
- 1973–1984: Friedrich Winter
- 1984–1988: Achim Giering (kommissarisch)
- 1988–1996: Hans-Otto Furian (ab 1991 für die wiedervereinte Kirche)

ab 1991
- 1988–1996: Hans-Otto Furian (bis 1991 Region Ost)
- 1996–2005: Karl-Heinrich Lütcke
- 2005–2015: Friederike von Kirchbach
- 2015–2019: Christian Stäblein
- seit 2020: Christina-Maria Bammel

## Bibliographie
- Hansjürg Ranke, Karl Kupisch, Werner Hagemeyer: 150 Jahre Evangelisches Konsistorium. Lettner-Verlag, Berlin 1967 (=Berliner Reden, Band 9).